# Valeriana daphniflora
Valeriana daphniflora är en kaprifolväxtart som beskrevs av Hand.-mazz. Valeriana daphniflora ingår i släktet vänderötter, och familjen kaprifolväxter. Inga underarter finns listade i Catalogue of Life.